# Eva Gerlach
Eva Gerlach (Amsterdam, 9 april 1948), pseudoniem van Margaret Dijkstra, is een Nederlands dichteres en vertaalster.
Tussen 1953 en 1966 woonde zij met haar ouders in Paramaribo, Suriname. Hierna studeerde zij Spaans, culturele antropologie en vergelijkende literatuurwetenschap. In 1977 debuteerde zij in Maatstaf en het Hollands Maandblad. In 2000 kreeg ze de hoogste Nederlandse letterkundige onderscheiding, de P.C. Hooft-prijs, voor haar in 1999 haar verzamelde gedichten Voorlopig verblijf. Gedichten 1979-1990.
In mei 2024 verscheen de bundel De mogelijkheid bestaat, met foto's van Bianca Sistermans. Het boek werd gepresenteerd op 18 mei bij Stichting Perdu in Amsterdam, waar ook de bundel Wachtend op eerste instructies van Willem Thies werd gepresenteerd door Thies.
Gerlach is getrouwd, heeft twee dochters en woont in Amsterdam.

## Prijzen
- 1981 - Lucy B. en C.W. van der Hoogtprijs voor Verder geen leed
- 1981 - J.B. Charlesprijs voor Verder geen leed
- 1988 - A. Roland Holst-Penning voor haar gehele oeuvre
- 1995 - Jan Campert-prijs voor Wat zoekraakt
- 1999 - Nienke van Hichtum-prijs voor Hee meneer Eland
- 1999 - Zilveren Griffel voor Hee meneer Eland
- 2000 - P.C. Hooft-prijs voor haar gehele oeuvre
- 2004 - Gedichtendagprijzen voor 'Solve et coagula' uit de bundel Een bed van mensenvlees
- 2016 - Awater Poëzieprijs voor Ontsnappingen
- 2016 - Ger Fritz-Prijs voor Bruya [2]
- 2020 - Herman de Coninckprijs voor Oog